# Hưng Long, Ninh Giang
Hưng Long là một xã thuộc huyện Ninh Giang, tỉnh Hải Dương, Việt Nam.

## Địa lý
Xã Hưng Long nằm ở phía tây nam huyện Ninh Giang, có vị trí địa lý:
- Phía đông giáp xã Hồng Phúc và xã Tân Phong
- Phía tây giáp xã Văn Hội và tỉnh Thái Bình
- Phía nam giáp tỉnh Thái Bình
- Phía bắc giáp xã Tân Quang.

Xã Hưng Long có diện tích 8,51 km², dân số năm 2018 là 8.304 người, mật độ dân số đạt 976 người/km².

## Lịch sử
Xã Hưng Long trước đây vốn là hai xã Hưng Long và Hưng Thái.
Trước khi sáp nhập, xã Hưng Long có diện tích 4,11 km², dân số là 3.692 người, mật độ dân số đạt 898 người/km². Xã Hưng Thái có diện tích 4,40 km², dân số là 4.612 người, mật độ dân số đạt 1.048 người/km².
Ngày 16 tháng 10 năm 2019, Ủy ban Thường vụ Quốc hội ban hành Nghị quyết số 788/NQ-UBTVQH14 về việc sắp xếp các đơn vị hành chính cấp huyện, cấp xã thuộc tỉnh Hải Dương (nghị quyết có hiệu lực từ ngày 1 tháng 12 năm 2019). Theo đó, sáp nhập toàn bộ diện tích và dân số của xã Hưng Thái vào xã Hưng Long.

## Di tích
Chùa Trông ở xã Hưng Long là di tích thờ phật và thánh Minh Không. Lý Quốc Sư (1065 – 1141) là một vị cao tăng đứng đầu tổ chức phật giáo của triều đại nhà Lý trong lịch sử Việt Nam. Vì có nhiều công lớn chữa bệnh cho vua và nhân dân mà ông cùng với Trần Hưng Đạo, là những nhân vật lịch sử có thật, sau này được người Việt tôn sùng là đức thánh Nguyễn, đức thánh Trần. Trong dân gian, Nguyễn Minh Không còn được coi là một vị thánh trong tứ bất tử ở Việt Nam và ông tổ nghề đúc đồng. Ông được xem là vị thiền sư sáng lập nên nhiều ngôi chùa nhất ở Việt Nam. Hội chùa Trông bắt đầu từ 15/3 âm lịch đến 26/3 hàng năm